# 하시모토역 (후쿠오카현)
하시모토역(일본어: 橋本駅)은 일본 후쿠오카현 후쿠오카시 니시구 하시모토 2초메에 소재하는 후쿠오카 시 교통국 지하철 나나쿠마 선의 역이다. 주차장이 무료인 것은 후쿠오카 시 지하철 역에서는 드물게 나나쿠마 선의 종착역으로써 먼 곳에 유치한 것에 대하여 고려하고 있었기 때문이다. 역 번호는 N01이다.
역의 심벌 마크는 과거 하시모토에 "모미지하치만구"가 있었던 것을 연유하여, 이 땅에서 임하는 이이모리 산에 단풍나무를 조합시켜 디자인한 것이다. 역 식별 색은 ■DIC-121로, 야쿠인오도리 역, 가나야마역과 공통이다.

## 역 구조
혼합식 승강장 2면 3선의 지하역이다. 1면의 단선 승강장은 하차 전용이다.

### 승강장
| 1･2 | ■나나쿠마 선 | 후쿠다이 앞・롯폰마쓰・야쿠인・덴진미나미・하카타 방면 |
| 3   | ■나나쿠마 선 | 하차 전용 승강장                                       |

## 이용 상황
2015년도의 1일 평균 승차 인원은 4,041명이다.
개통 이후 1일 평균 승차 인원의 추이는 아래 표와 같다.
| 연도   | 1일 평균 승차 인원 |
| ------ | ------------------ |
| 2004년 | 2,326              |
| 2005년 | 1,602              |
| 2006년 | 1,900              |
| 2007년 | 2,059              |
| 2008년 | 2,110              |
| 2009년 | 2,401              |
| 2010년 | 2,529              |
| 2011년 | 3,415              |
| 2012년 | 3,497              |
| 2013년 | 3,776              |
| 2014년 | 3,919              |
| 2015년 | 4,041              |

## 역 주변
역의 남동쪽 지상에는, 나나쿠마 선의 차량기지(하시모토 차량기지)가 위치하고 있다. 역 앞에는 국도 제202호선의 바이패스(후쿠오카 외곽 환상 도로)가 다니고 있지만 역 주변은 개통 초기부터 도시계획법 상의 시가지화 조정 구역으로 되어 있어 민가와 논밭이 확산되어 있다.
역에서 직선 거리로 약 200m 끝에는 이키 단지가 위치해있고, 역에서 직선 거리로 500m 끝에는 무로미 단지와 아리타 단지가 있고, 또 역에서 직선 거리로 300m 끝에는 미스터 맥스, 바로 앞에는 에디온과 굿 데이가 있고 더 가까운 곳에는 이온 후쿠시게 점이 있다. 다만, 역 주변의 버스 정류장과 일반 차량 승강장의 역전 정비가 충실하고 향후 역 주변 도로 정비와 아울러, 현재는 개발 중이지만, 발전이 기대되고 있다. 또한, 역 동쪽의 농업 용지 자리에는 대형 상업 시설인 "고노하 몰 하시모토"가 2011년 4월 15일에 개점했다.
- 나나쿠마 선 하시모토 차량기지
- 국도 제202호선 후쿠오카 외곽 환상 도로
- 하시모토텐엔 스포츠 광장
- 하시모토 하치만구
- 스가 신사
- 하시모토 공원
- 후쿠오카 시립 이키미나미 초등학교
- 후쿠오카 시립 이키히가시 초등학교
- 후쿠오카 시립 이키오카 중학교
- 니시테쓰 이키 영업소
- 고노하 몰 하시모토

## 버스 노선

### 현행 노선
특기 이외에는 니시테쓰 버스이다. 역 옆의 로터리에서 발차한다. 또한, 로터리 옆 도로 남쪽에는 고노하 몰 하시모토 앞의 버스 정류장이 있어서 이용 가능하다.
굵은 글씨는 종점 정류장을 나타낸다.

#### 하시모토 역 버스 정류장
- 행선지 번호 1번: 하시모토 역 → 노가타 → 하시모토 → 신무로미 → 메이노하마역 미나미구치 → 의료 센터장 내
- 행선지 번호 1번: 하시모토 역 → 하시모토 → 신무로미 → 메이노하마 역 미나미구치
- 행선지 번호 1번: 하시모토 역 → 후지가오카 단지 → 하네도 → 가나타케 영업소
- 행선지 번호 1-2번: 하시모토 역 → 노가타 → 이키마쓰다이 단지 → 웨스트 힐스 → 미야노마에 단지 → 후쿠시게 → 메이노하마 역 미나미구치
- 행선지 번호 없음: 하시모토 역 → 노가타 (시간표 상으로는 1 ~ 2회 편도가 존재하지만 실제로는 행선지 번호가 없다.)

#### 고노하 몰 하시모토 앞 버스 정류장

##### 북쪽 방향
- 행선지 번호 208번: 고노하 몰 하시모토 앞 → 노가타
- 행선지 번호 501번: 고노하 몰 하시모토 앞 → 도시 고속 → 덴진 → (게이고마치・롯폰마쓰 방면)
- 행선지 번호 외환 2번: 고노하 몰 하시모토 앞 → 외곽 환상 도로 → 마리노아 시티 후쿠오카 → 노코 나루터

##### 남쪽 방향
- 행선지 번호 208번: 고노하 몰 하시모토 앞 → 지위 윤리관 고교 앞 → 하라 → 롯폰마쓰 → 덴진 → 나노쓰 4초메
- 행선지 번호 208번: 고노하 몰 하시모토 앞 → 지위 윤리관 고교 앞 → 하라 → 롯폰마쓰 → 덴진 → (도시 고속 경유 노가타 방면)
- 행선지 번호 208번: 고노하 몰 하시모토 앞 → 지위 윤리관 고교 앞 → 하라 → 롯폰마쓰 → 덴진 → 캐널 시티 하카타 앞 → 하카타역
- 행선지 번호 501번: 고노하 몰 하시모토 앞 → 지로마루 → 시카타단치 → 니시이루베 5초메 → 가나타케 영업소
- 행선지 번호 외환 2번: 고노하 몰 하시모토 앞 → 외곽 환상 도로 → 후쿠오카 대학 앞 → 나가즈미 → 히노하라 영업소

## 역사
- 2005년 2월 3일: 영업 개시.

## 사진

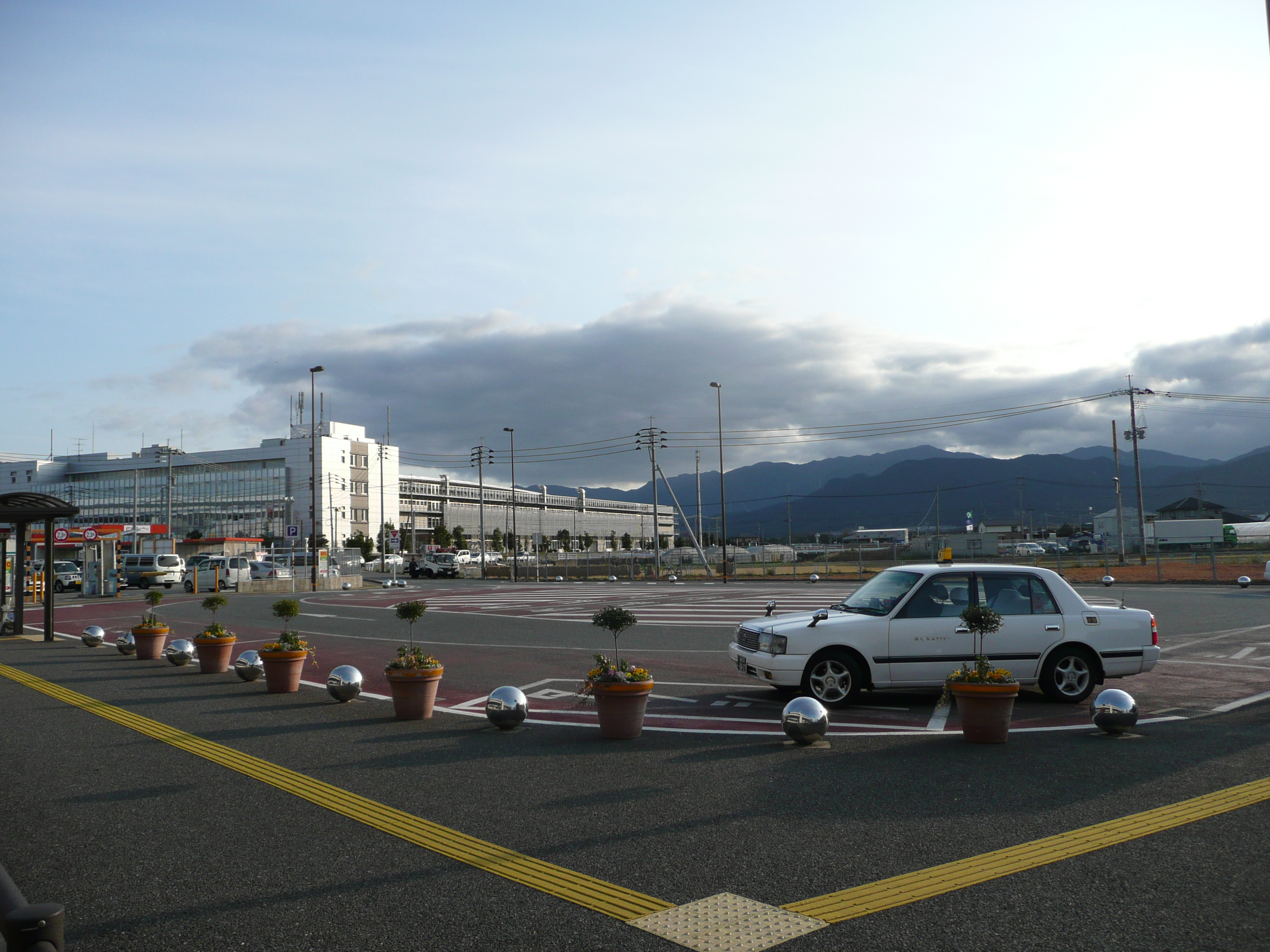
역전 로터리
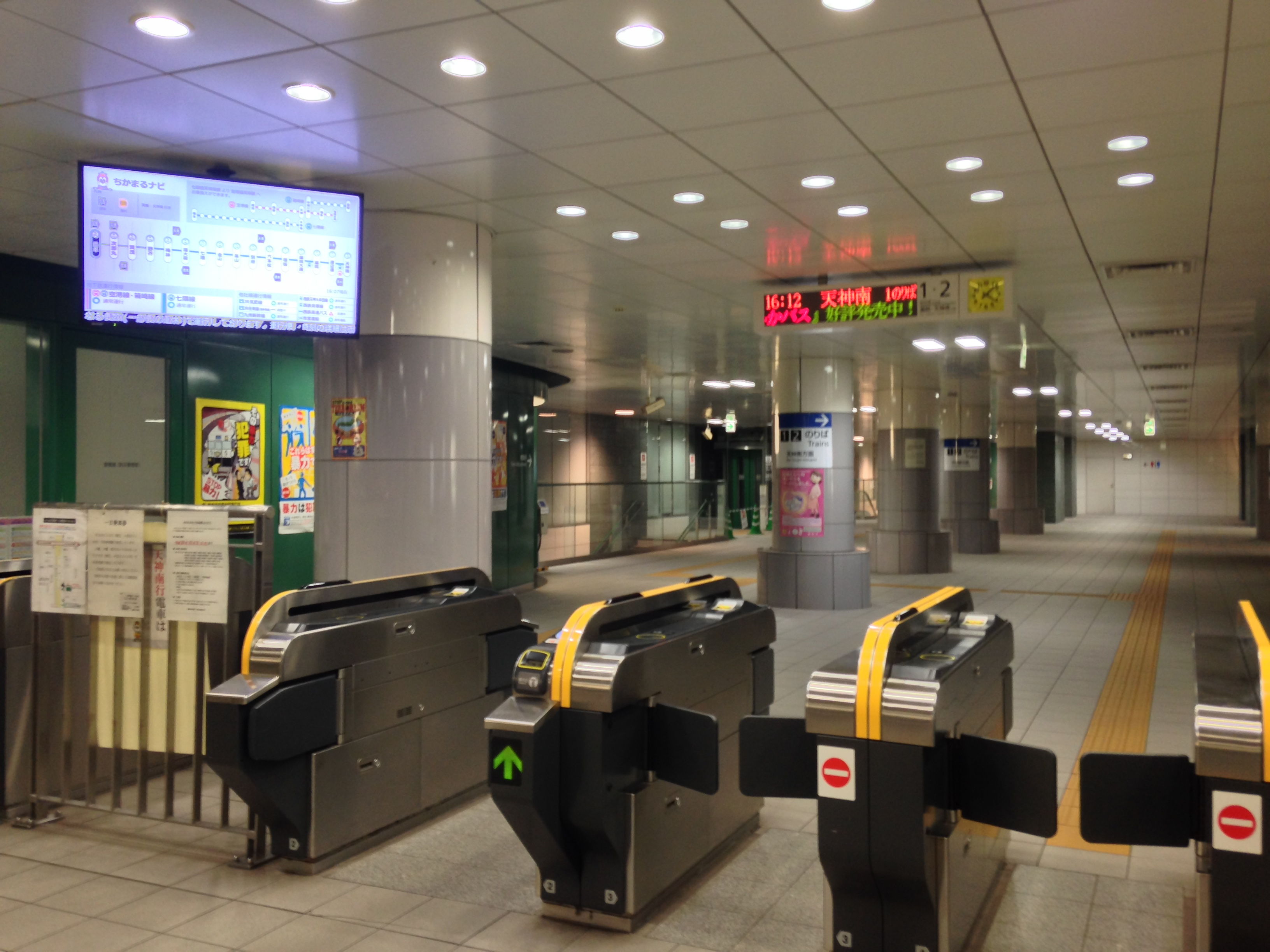
개찰구
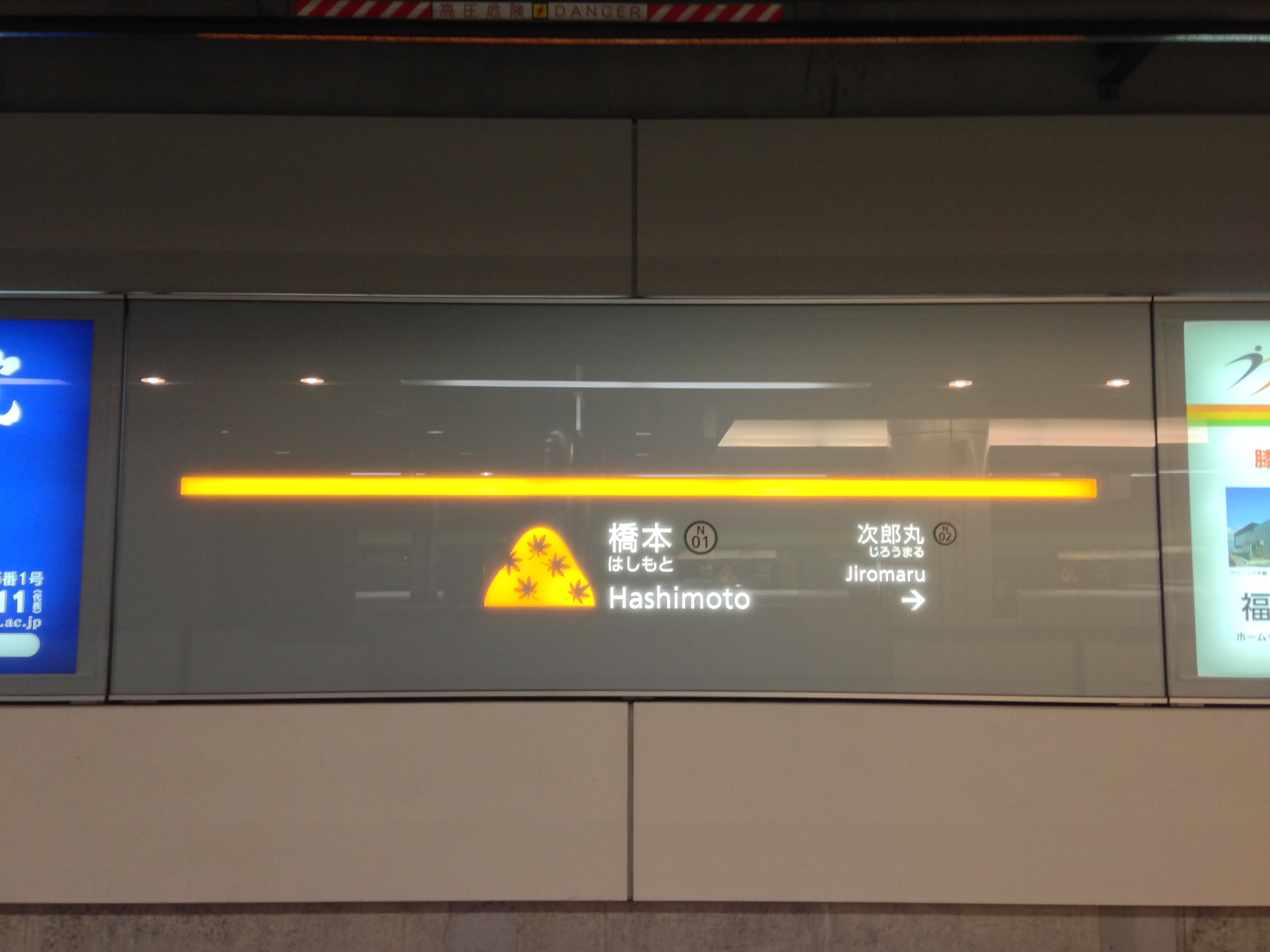
역명판

## 하시모토 차량기지
하시모토 역의 남동쪽에 역과 마찬가지로 하시모토 2초메에 있다. 차량은 역에서 회차하여 차량기지로 들어간다. 기지 안은 출입 금지인데도 불구하고 펜스 너머로, 구내 선로 설비와 다수의 차량을 볼 수 있다. 정기적으로 차량기지제(차량기지 개방)가 시행된다. 연면적은 17,800m2이다.
구내에는 수선 차량 입환용으로 15t축전지 기관차 및 6t궤륙식 차량 이동기가 배치되어 있다.

## 인접역
| 후쿠오카 시 교통국 ■ 지하철 나나쿠마 선 | 후쿠오카 시 교통국 ■ 지하철 나나쿠마 선 | 후쿠오카 시 교통국 ■ 지하철 나나쿠마 선 |
| --------------------------------------- | --------------------------------------- | --------------------------------------- |
| 시·종착역                               |                                         | 지로마루 N02 덴진미나미 방면            |